# Soroczyno (rejon uszacki)
Soroczyno (biał. Сарочына, Saročyna; ros. Сорочино, Soroczino) – wieś na Białorusi, w obwodzie witebskim, w rejonie uszackim, 10 km od Uszaczy, 140 km od Witebska. Jest siedzibą sielsowietu Soroczyno. We wsi krzyżują się drogi R46 i R113. 

## Historia
Pierwsza pisemna wzmianka o miejscowości pochodzi z 1495 roku, kiedy leżała ona w województwie połockim. 
W 1655 roku majątek należał do Szczyttów. W tym czasie funkcjonowała drewniana cerkiew. Wieś szlachecka położona była w końcu XVIII wieku w województwie połockim. W 1833 roku majątek zamieszkiwało 214 osób, chrześcijan, należał do ziemianina I. Korsaka. W skład majątku wchodziły wsie Soroczyno, Słoweni, Krasowszczyzna. Według inwentarza z 1846 roku w Soroczynie było 6 domów i 80 mieszkańców.
Wieś została opisana w Słowniku geograficznym Królestwa Polskiego. Z opisu wynika, że w 1902 roku leżała w gminie Czerstwiaty (nad jeziorem Czerstwiaty), w 11 domach mieszkało tu 80 mieszkańców. W 1854 roku zbudowano drewnianą cerkiew św. Michała Archanioła. Znajdowała się w nim Ikona Matki Bożej Soroczyńskiej. W Święto Wniebowstąpienia Pańskiego odbywała się procesja z cerkwi w Apanaskowiczach do cerkwi w Soroczynie, gdzie odbywał się jarmark.
W 1876 roku należała do ziemianina Mikołaja Korsaka. W 1906 roku wieś leżała w wołoście Bielskiej, w powiecie lepelskim guberni witebskiej Imperium Rosyjskiego. 
Na początku XX wieku wieś należała do prawosławnej parafii Ducha Świętego w Apanaskowiczach. W 1910 roku otwarto szkołę ziemską, na bazie której w 1918 roku otwarto szkołę 1-stopniową.
20 sierpnia 1924 roku wieś została centrum sielsowietu w rejonie uszackim. Według spisu z 1926 roku we wsi było 17 domów i 95 mieszkańców, w chutorze 7 domów i 39 mieszkańców, w majątku 5 domów i 95 mieszkańców. W 1930 roku utworzono kołchoz.

### II wojna światowa
Po ataku Niemiec na ZSRR przez miejscowość przechodziła kolumna więźniów ewakuowana z więzienia w Berezweczu. 25 czerwca 1941 roku w Soroczynie (Sierocinie) doszło do zbiorowego mordu, gdzie w związku z ucieczką więźnia naczelnik więzienia Michaił Prijomyszew oraz pięciu konwojentów rozstrzelali 27 (względnie 32) więźniów. Pozostali więźniowie poszli dalej na wschód w kierunku Ułły. 26 czerwca w pobliżu kołchozu Taklinowo (ob. wieś Mikołajewo) rozstrzelano co najmniej 714 osób.

## Obecnie
Wieś podlega pod prawosławną parafię Trójcy Świętej w Białem. Znajduje się tutaj szkoła podstawowa, siedziba leśnictwa, biblioteka. Znajduje się tutaj pomnik ofiar II wojny światowej, 2 mieszkańców poległych na froncie i 5 partyzantów. 1,5 km na północ od wsi znajduje się pomnik przyrody polodowcowy głaz o wadze około 10 ton.